# 大岡学園高等専修学校
大岡学園高等専修学校（おおおかがくえんこうとうせんしゅうがっこう）とは兵庫県豊岡市にある、私立の専修学校（高等専修学校）である。学校法人大岡学園が運営している。

## 概要
- 運営法人 学校法人大岡学園
- 設置学科 全日制・単位制

国際情報科(2007年より募集停止）
ビジネスホスピタリティ学科（2007年より校名改名に合わせて）
総合実践学科（2012年より）
- 所在地 兵庫県豊岡市戸牧500-3

## 沿革
- 1963年 豊岡市泉町に、豊岡経理専門学校として開設される。
- 1966年 豊岡市戸牧（現在地）に新校舎を竣工。
- 1968年 文部省より技能教育施設として認可される。九州商業高等学校（現・福智高等学校）の連携校になる。
- 1976年 学校教育法一部改正に伴い、専修学校に変更する。
- 1976年 体育館完成。
- 1984年 豊岡商業高等専修学校に校名変更される。
- 1985年 文部省より、大学入学資格付与指定校として認可される。
- 1992年 台湾・台北市私立十信高級工商職業学校と姉妹校を締結する。
- 1994年 オーストラリア・シドニー工科大学、インサーチ・ランゲージセンターと語学教育を提携する。
- 1997年 選択科目を導入する。
- 2001年 単位制を設置する。（福智高等学校技能連携）
- 2003年 国際情報高等専修学校 大岡学園に校名を変更する。
- 2007年 校名を大岡学園高等専修学校に変更する。それに伴い、学科・コースを改変する。
- 2012年 学科・コースを改変する。

## コース
2年進級時に選択
- ベーシックコース
- ジョブトレーニングコース

## 部活動
正式に活動している部活
- 陸上部、卓球部、パソコン部

臨時に活動している部活
- 無線部

## 学園祭
- 大岡学園高等専修学校の学園祭は例年、10月頃に行われる。

## 特徴
- 福智高等学校（福岡県）の技能連携校であるため、卒業時に高等学校卒業資格を取得できる。
- 同学園内にビジネス専門学校 キャリアカレッジ但馬（休校中）や幼児共育施設「キッズハウス」（2013年3月閉園。未認可保育園のため教育ではなく共育の字を呼称していると思われる）も併設している。
- また、別法人である社会福祉法人豊友会の認可保育園「チャイルドハウス保育園」とは、連携関係にある。
- 大岡学園は「北近畿唯一の専修学校である」としているが[1]、実際には北近畿の専修学校は他の市町にも所在しており、「看護系以外で兵庫県北部唯一の専修学校」もしくは「北近畿唯一の高等専修学校」といったほうが正しい。